# Francesco Speranza
Francesco Speranza (Bitonto, 19 ottobre 1902 – Bari, 2 agosto 1984) è stato un pittore italiano.

## Biografia
Francesco Speranza si dedicò subito alla pittura e al disegno. Studiò a Napoli, frequentando l'Accademia delle Belle Arti e sotto la guida di Vincenzo Migliaro. Successivamente si trasferì a Milano dove si iscrisse all'Accademia di Brera; seguì il corso di pittura e si diplomò con il massimo dei voti. Fu proprio a Milano, centro di attrazione di emergenze artistiche, che iniziò la sua carriera, nel 1926, esponendo le sue prime opere alla Permanente.
Ottenne ulteriori riconoscimenti con la partecipazione a tre Biennali di Venezia nel 1936, nel 1938, nel 1948 e a tutte le Quadriennali di Roma. Partecipò inoltre ad altre mostre regionali, nazionali e internazionali.
Nel frattempo, insegnò con passione disegno alla Scuola Media Tadino di Milano, poi nel 1957 si sposò. Morì a 82 anni nel suo appartamento di Santo Spirito ossia un quartiere di Bari: riposa in Bitonto, suo paese natale, nel cimitero comunale accanto al fratello Michele Speranza, che è  un eroe di guerra essendo caduto in battaglia durante la Campagna di Libia quindi decorato con medaglia d'oro al valor militare. La consorte Marina Bagassi, un'infermiera emiliana spesso ritratta dal pittore nei suoi lavori, è morta pure a Bari nel luglio del 2017.
Sulla figura di Speranza si segnalano gli articoli, studi e scritti critici di Raffaele De Grada, Nicola Pice, Lucia Anelli, Raffaele Nigro, Pietro Marino, Michele Campione, Vito Carlo Castellana, Rocco Berardi, Marino Pagano, Antonio Castellano, Domenico Fioriello, Francesco Paolo Del Re, Emanuele Cazzolla, Stefano Milillo.